# Irena Grudzińska-Gross
Irena Grudzińska-Gross (ur. 15 grudnia 1946 w Gdyni) – polska historyk literatury, historyk idei, eseistka i publicystka.

## Życiorys
Jest córką Wacławy Grudzińskiej i Jana Grudzińskiego, siostrą Włodzimierza Grudzińskiego.
Należała do Związku Młodzieży Socjalistycznej, z którego została wykluczona w 1967. Studia z zakresu filologii romańskiej, przerwane w związku z wydarzeniami 1968, kontynuowała we Włoszech i USA. W czasie studiów w Polsce należała do kręgu „komandosów”, grupy kontestującej realia polityczne PRL. Na Columbia University w Nowym Jorku uzyskała doktorat. Jest autorką książek, esejów, recenzji i tekstów publicystycznych na łamach pism: „Aneks”, „Res Publica”, „The New Yorker”, „Slavic Review”, „La Fiera Letteraria”, „Polish Review”, „Gazeta Wyborcza”. Wykładała na New York University. W latach 1998–2003 była odpowiedzialna za program dla Europy Środkowo-Wschodniej przy Fundacji Forda. W latach 2003–2008 dyrektor Instytutu Nauk Humanistycznych Uniwersytetu Bostońskiego. Obecnie Associate Research Scholar (od 2008) na Wydziale Języków i Literatur Słowiańskich Princeton University oraz profesor wizytujący (od 2010) w Instytucie Slawistyki PAN. Członek Polskiego Towarzystwa Naukowego na Obczyźnie.
W 1996 została odznaczona Krzyżem Kawalerskim Orderu Zasługi Rzeczypospolitej Polskiej, a w 2007 Krzyżem Oficerskim tego Orderu.
Była żoną Jana Tomasza Grossa oraz partnerką Jonathana Schella (1943–2014). Mieszka w USA.

## Twórczość
- Świat zaaresztowanych słów [przedr. z: Aneks 1979 nr 21 s. 92-106] w: Język totalitarny. Wybór tekstów. NZS [1981] (wydawnictwo II obiegu; zawiera także teksty Ladislasa Boda: Język i polityka. Rozważania o stalinizmie i Aleksandra Wata: Semantyka języka stalinowskiego)
- The Art of Solidarity (Staten Island 1985)
- Piętno rewolucji. Custine, Tocqueville i wyobraźnia romantyczna (przekł. Bożena Shalcross; Wydawnictwo Naukowe PWN 1995, ISBN 83-01-11667-6; wydanie 2 poprawione pt.: Piętno rewolucji. Custine, Tocqueville, Mickiewicz i wyobraźnia romantyczna: PWN 2000, ISBN 83-01-13309-0)
- Miłosz i Brodski. Pole magnetyczne (wstęp Tomas Venclova; Znak 2007, ISBN 978-83-240-0781-3)

## Opracowania i prace redakcyjne
- War through children's eyes: the Soviet occupation of Poland and the deportations, 1939-1941 (opracowanie, wespół z Janem Tomaszem Grossem; Hoover Institution Press Stanford University 1985)
- W czterdziestym nas matko na Sibir zesłali... Polska a Rosja 1939-1942 (wybór i opracowanie, wespół z Janem Tomaszem Grossem; Aneks 1983, ISBN 0-906601-10-X; Międzyzakładowa Struktura „Solidarności” 1985; Spółdzielnia Wydawnicza „Profil”, Wrocław 1989; Res Publica, Libra 1990, ISBN 83-7046-032-1; także inne wydania tzw. „II obiegu”)
- Constitutionalism in East Central Europe: discussions in Warsaw, [December 14-15, 1992], Budapest, [December 17-18, 1992], Prague, [January 28-29, 1993], Bratislava, [January 25-26, 1993] (opracowanie i praca edytorska; Czecho-Slovak Comm. of the European Cultural Foundation, Bratysława 1994, ISBN 80-85681-08-0)
- Constitutionalism & politics – International Symposium November 11-14 1993: proceedings (opracowanie i praca edytorska; Slovak Committee of the European Cultural Foundation, Bratysława 1994, ISBN 80-85681-08-0)
- Adam Michnik, Letters from freedom: post-cold war realities and perspectives (opracowanie; University California Press 1998, ISBN 0-520-21760-8)
- Alexis de Tocqueville, Listy (wybór, wstęp i opracowanie; Wyd. Znak i Fundacja im. Stefana Batorego 1999, ISBN 83-7006-847-2)
- Alexis de Tocqueville, Piętnaście dni w pustkowiu (autorka wstępu; przekł. Roman Chymkowski; Spółdzielnia Pracy „Polityka” 2003, ISBN 83-913942-8-X)
- Złote żniwa, ang. Golden Harvest (wespół z Janem Tomaszem Grossem, książka w języku polskim wydana przez wydawnictwo Znak 10 marca 2011[5], zaś w języku angielskim przez Oxford University Press w sierpniu 2011)[6].